# لا حياة أخرى (رواية)
لا حياة أخرى (بالإنجليزية: No Other Life)‏ هي رواية للكاتب الكندي برايان مور، نشرت عام 1933، عن دار نشر دابلداي في الولايات المتحدة، وبلومزبري في المملكة المتحدة، وكنوبف في كندا. 